# Rimini Calcio 1986-1987
Questa pagina raccoglie le informazioni riguardanti il Rimini Calcio nelle competizioni ufficiali della stagione 1986-1987.

## Rosa
| N. |                   | Ruolo | Calciatore               |
| -- | ----------------- | ----- | ------------------------ |
|    | Italia (bandiera) | C     | Giuliano Belluzzi        |
|    | Italia (bandiera) | C     | Walter Berlini           |
|    | Italia (bandiera) | C     | Maurizio Bonati          |
|    | Italia (bandiera) | D     | Gianfranco Buffoni       |
|    | Italia (bandiera) | C     | Paolo Cangini            |
|    | Italia (bandiera) | C     | Giordano Cinquetti       |
|    | Italia (bandiera) | D     | Giampiero Ciriaco        |
|    | Italia (bandiera) | D     | Giovanni Deogratias (II) |
|    | Italia (bandiera) | A     | Mirco Fabbri             |
|    | Italia (bandiera) | D     | Luca Lombardi            |
|    | Italia (bandiera) | C     | Massimiliano Maddaloni   |

| N. |                   | Ruolo | Calciatore        |
| -- | ----------------- | ----- | ----------------- |
|    | Italia (bandiera) | C     | Antonio Magliocca |
|    | Italia (bandiera) | D     | Gaetano Manzi     |
|    | Italia (bandiera) | C     | Mirko Mattei      |
|    | Italia (bandiera) | A     | Armando Mulinacci |
|    | Italia (bandiera) | D     | Massimo Osmani    |
|    | Italia (bandiera) | D     | Ivan Pazzini      |
|    | Italia (bandiera) | D     | Maurizio Ricci    |
|    | Italia (bandiera) | A     | Paolo Scarponi    |
|    | Italia (bandiera) | C     | Lucio Vagnarelli  |
|    | Italia (bandiera) | P     | Angelo Venturelli |

## Risultati

### Campionato

#### Girone di andata
| 21 settembre 1986 1ª giornata | Padova | 1 – 0 | Rimini |  |

| 28 settembre 1986 2ª giornata | Rimini | 2 – 3 | Trento |  |

| 5 ottobre 1986 3ª giornata | Prato | 1 – 0 | Rimini |  |

| 12 ottobre 1986 4ª giornata | Rimini | 2 – 1 | Carrarese |  |

| 19 ottobre 1986 5ª giornata | Rondinella | 1 – 1 | Rimini |  |

| 26 ottobre 1986 6ª giornata | Rimini | 2 – 0 | Virescit Bergamo |  |

| 2 novembre 1986 7ª giornata | Piacenza | 3 – 2 | Rimini |  |

| 9 novembre 1986 8ª giornata | Mantova | 1 – 1 | Rimini |  |

| 16 novembre 1986 9ª giornata | Rimini | 2 – 2 | SPAL |  |

| 23 novembre 1986 10ª giornata | Monza | 3 – 1 | Rimini |  |

| 30 novembre 1986 11ª giornata | Rimini | 1 – 0 | Fano |  |

| 7 dicembre 1986 12ª giornata | Spezia | 0 – 1 | Rimini |  |

| 14 dicembre 1986 13ª giornata | Rimini | 1 – 3 | Reggiana |  |

| 21 dicembre 1986 14ª giornata | Legnano | 0 – 0 | Rimini |  |

| 4 gennaio 1987 15ª giornata | Rimini | 2 – 2 | Centese |  |

| 11 gennaio 1987 16ª giornata | Ancona | 1 – 1 | Rimini |  |

| 18 gennaio 1987 17ª giornata | Rimini | 1 – 0 | Lucchese |  |

#### Girone di ritorno
| 25 gennaio 1987 18ª giornata | Rimini | 1 – 1 | Padova |  |

| 1º febbraio 1987 19ª giornata | Trento | 1 – 1 | Rimini |  |

| 8 febbraio 1987 20ª giornata | Rimini | 1 – 0 | Prato |  |

| 15 febbraio 1987 21ª giornata | Carrarese | 1 – 0 | Rimini |  |

| 22 febbraio 1987 22ª giornata | Rimini | 1 – 1 | Rondinella |  |

| 1º marzo 1987 23ª giornata | Virescit Bergamo | 2 – 2 | Rimini |  |

| 8 marzo 1987 24ª giornata | Rimini | 0 – 0 | Piacenza |  |

| 15 marzo 1987 25ª giornata | Rimini | 2 – 2 | Mantova |  |

| 29 marzo 1987 26ª giornata | SPAL | 1 – 0 | Rimini |  |

| 5 aprile 1987 27ª giornata | Rimini | 1 – 0 | Monza |  |

| 18 aprile 1987 28ª giornata | Fano | 0 – 0 | Rimini |  |

| 26 aprile 1987 29ª giornata | Rimini | 0 – 0 | Spezia |  |

| 3 maggio 1987 30ª giornata | Reggiana | 1 – 0 | Rimini |  |

| 17 maggio 1987 31ª giornata | Rimini | 2 – 1 | Legnano |  |

| 24 maggio 1987 32ª giornata | Centese | 1 – 1 | Rimini |  |

| 31 maggio 1987 33ª giornata | Rimini | 1 – 1 | Ancona |  |

| 7 giugno 1987 34ª giornata | Lucchese | 0 – 2 | Rimini |  |